# جوان غرانت (كاتبة)
جوان غرانت (بالإنجليزية: Joan Grant)‏ (12 أبريل 1907 - 3 فبراير 1989)؛ كاتِبة، مؤلفة وروائية بريطانية.